# 纳堆站
纳堆站是磨万铁路位于老挝琅南塔省纳堆市的一个铁路车站，亦是磨万铁路新建的20座客货运站之一，2021年12月投入营运使用。隶属昆明铁路局。车站现办理磨丁-万象“澜沧号”动集列车及快速列车的客运业务，办理货运业务。